# Basilika Mariä Verkündigung (Leżajsk)

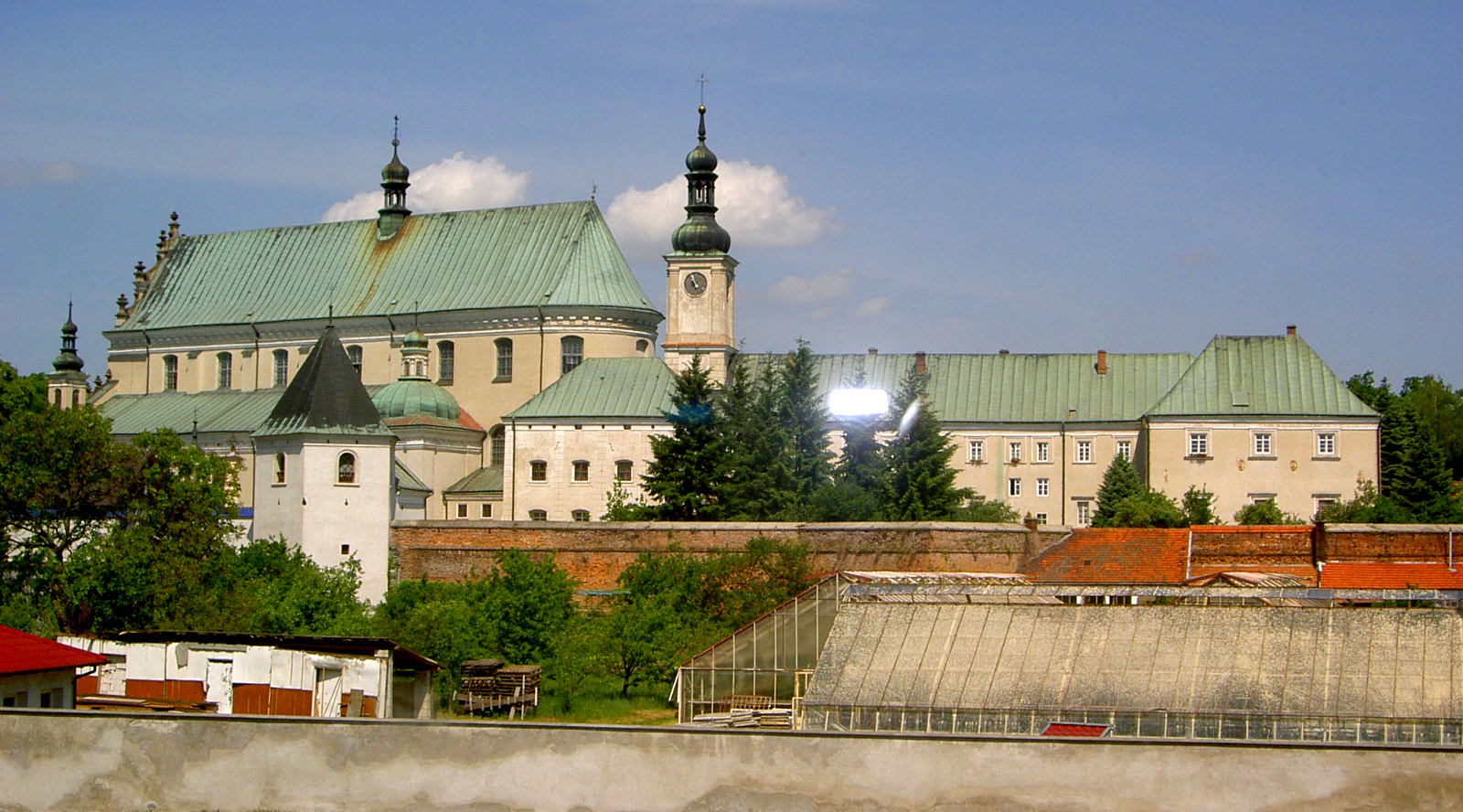
Basilika Mariä Verkündigung

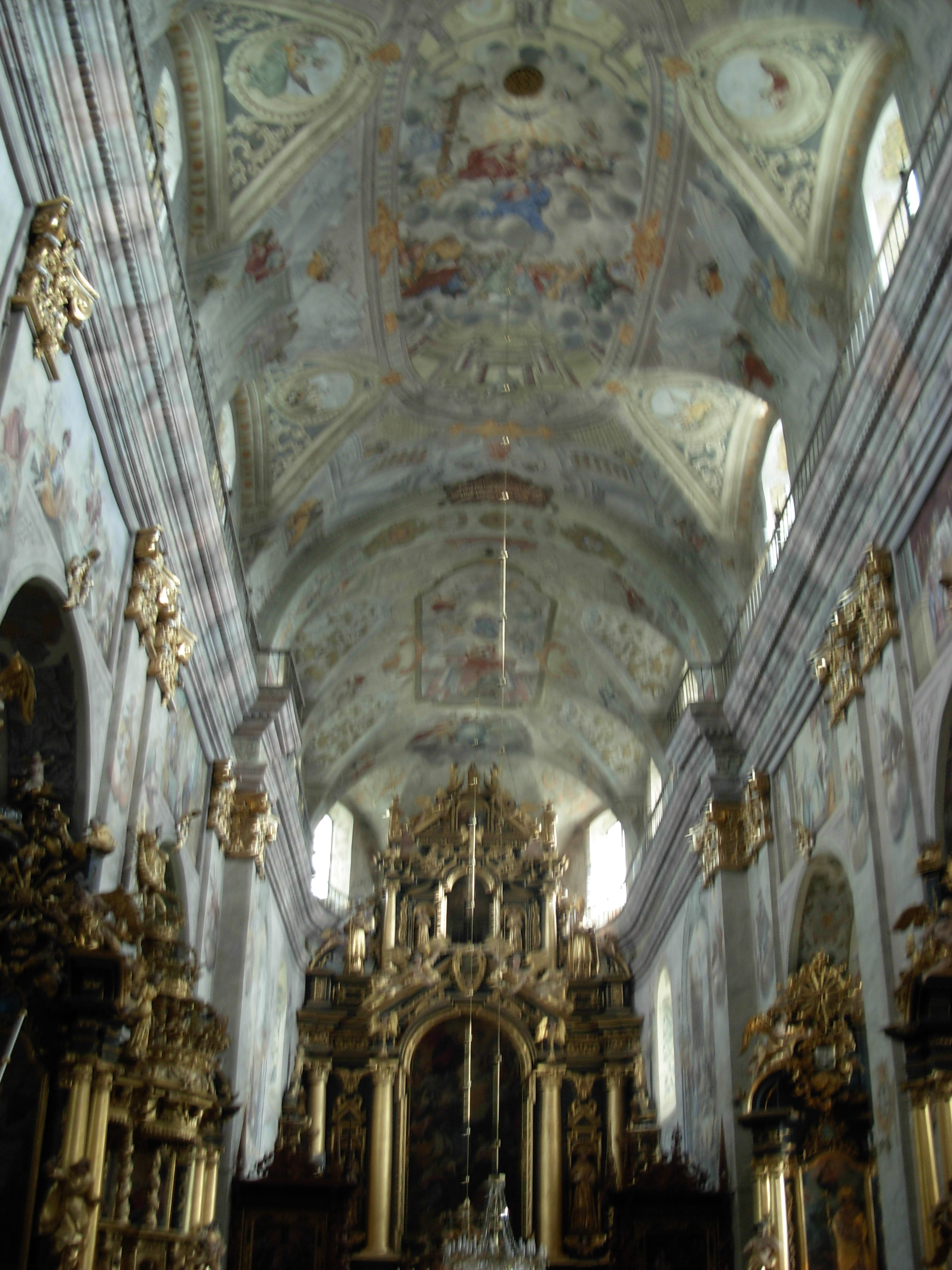
Innenraum

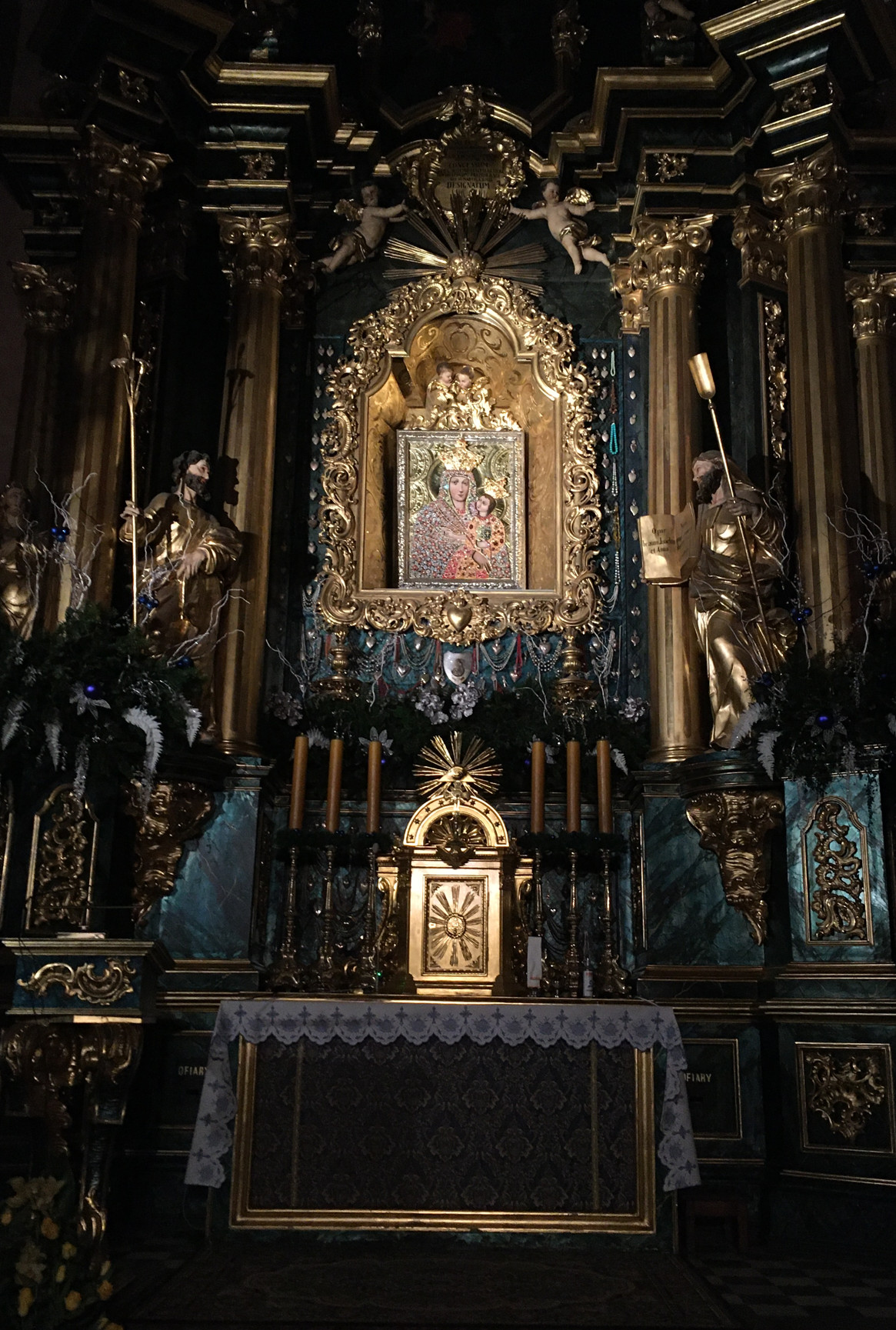
Altar mit Gnadenbild

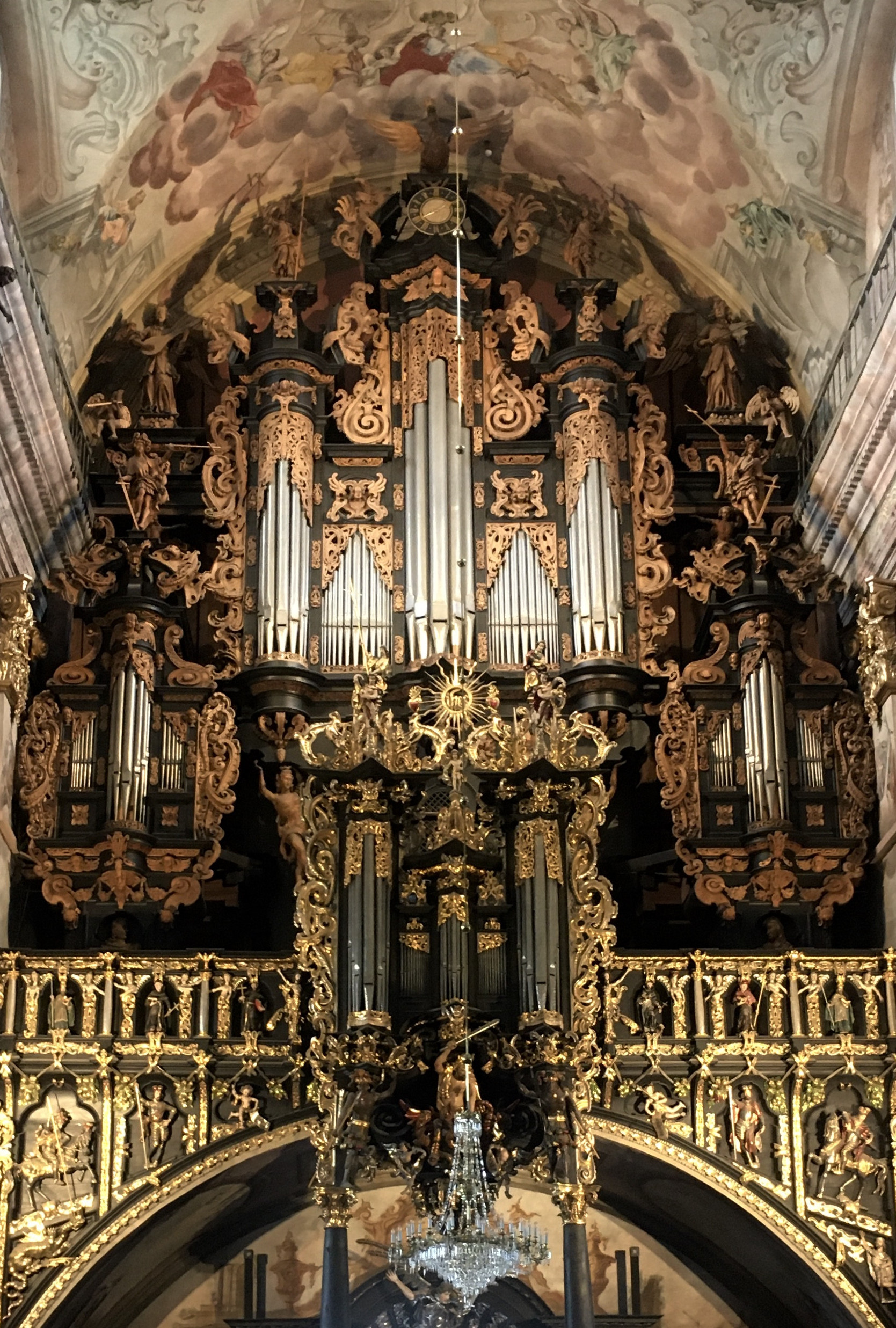
Barockorgel

Die Basilika Mariä Verkündigung (polnisch Bazylika Zwiastowania Najświętsza Maria Panna) ist eine römisch-katholische Klosterkirche in Leżajsk in der polnischen Woiwodschaft Karpatenvorland. Die barocke Wallfahrtskirche des Erzbistums Przemyśl mit dem Patrozinium Verkündigung des Herrn ist als Teil des Bernhardinerklosters denkmalgeschützt und hat den Rang einer Basilica minor. Sie ist für ihre wertvolle barocke Orgel von Leżajsk bekannt. Das Gelände um das Kloster und die Kirche ist von Befestigungen eingefasst.

## Geschichte
An der Stelle einer Marienerscheinung mit dem heiligen Josef von 1590 wurde 1592 zunächst eine St.-Anna-Kapelle  gegründet, gefolgt von einer Holzkirche 1594. Im Jahr 1608 brachte Bischof Maciej Pstrokoński die Bernhardiner nach Leżajsk zur Gründung des Klosters. Nach einer weiteren Backsteinkirche 1610 wurde in den Jahren 1618–1628 die heutige Kirche unter Hofmarschall Łukasz Opaliński und seiner Frau Anna von Lubliner Maurern errichtet. 1657 wurde sie bei einer Invasion der ungarischen Armee von Georg II. Rákóczi teilweise durch einen Brand zerstört, 1670 wurden einige der ursprünglichen manieristischen Gewölbedekorationen der Kirche zerstört. An ihrer Stelle wurden in der zweiten Hälfte des 18. Jahrhunderts Gemälde von Lemberger Freskenmalern geschaffen. 1752 fand die kanonische Krönung des Marienbildes statt. Der Klosterkomplex wurde im 17. und 18. Jahrhundert von Befestigungsanlagen umgeben, innerhalb derer sich zwei Höfe befinden. Im Norden wurde 1910 der Klosterfriedhof angelegt. 1928 wurde die Kirche durch Papst Pius XI. zur Basilica minor erhoben. In den Jahren 1977–1983 wurde im Klosterwald der Kalvarienberg Leżajsk gegründet.

## Bauwerk
Die frühbarocken Kirche wurde als dreischiffige Basilika errichtet, das Mauerwerk in der Art der Lubliner Architektur wurde verputzt. Im 18. Jahrhundert wurde ein Vorbau hinzugefügt und ein zweistöckiger Anbau auf der Südseite des Chors errichtet, das heutigen Pfarramt. Der langgestreckte Chor mit vier Jochen wurde mit einer runden Apsis abgeschlossen. An seinem westlichen Ende öffnen sich zwei quadratische Kapellen zu den Seitenschiffen: die nördliche des Heiligen Franz von Assisi, die südliche der Muttergottes. Das Hauptschiff hat die gleiche Breite und Höhe wie der Chor. Die Kirche ist 60 Meter lang, 26 Meter breit und der Turm 28 Meter hoch. Unterhalb befindet sich eine durchgehende Krypta mit 22 Särgen, die nur teilweise zugänglich ist.
Der barocke Hauptaltar wurde 1637 von Jan Grabiński aus Leżajsk gefertigt. Das mit reichen bildhauerischen und holzschnitzerischen Details ausgestattete Retabel zeigt in der Mitte das Gemälde Die Verkündigung der Heiligen Jungfrau Maria, gemalt um 1650 von Franciszek Lekszycki, einem Bernhardiner-Maler. An den Seiten befinden sich vier riesige Säulen, die das Querhaupt mit Engelsskulpturen tragen. Zwischen den Säulen stehen Skulpturen Franz von Assisi und Bernhard von Siena. Der Altar ist mit Säulen und Skulpturen des Bonaventura und Ludwig von Toulouse gekrönt. In der Mitte der Kulmination befindet sich ein Kruzifix. Oben ein unterbrochener Brückenkopf mit Skulpturen der Muttergottes von der Unbefleckten Empfängnis und vier Engeln.
Die Basilika ist mit 19 Seitenaltären und einem bedeutenden Chorgestühl ausgestattet. Der Tabernakel stammt aus dem Rokoko und soll von Antoni Osiński aus dem Jahr 1755 stammen. Die vier Skulpturen zeigen unter anderem Augustinus von Hippo und Franz von Assisi. Die manieristische Kanzel aus dem 2. Viertel des 17. Jahrhunderts ist reich gestaltet. Ihre Brüstung wird durch gewundene Säulen geteilt, zwischen denen in Vertiefungen Skulpturen von Christus und vier Evangelisten stehen. Ein Baldachin in Form einer päpstlichen Tiara wird von zwei gewundenen Säulen getragen. Am bedeutendsten ist die Orgel mit ihren über 6000 Pfeifen.